# Amerikai szamoai női labdarúgó-válogatott
Az amerikai szamoai női labdarúgó-válogatott képviseli az Amerikai Szamoát a nemzetközi női labdarúgó-szövetségben. A csapatot az Amerikai Szamoa Labdarúgó Szövetség (FFAS) irányítja. A Veterans Memorial Stadium a hazai pályájuk, egyetlen gólszerzőjük pedig Jasmine Makiasi, egyetlen góllal.

## Nemzetközi mérkőzések listája
| Dátum               | Helyszín        |                 | Ellenfél         | Eredmény |                                   |
| ------------------- | --------------- | --------------- | ---------------- | -------- | --------------------------------- |
| 1998. október 9.    | Új-Zéland       | Amerikai Szamoa | Ausztrália       | 0 - 21   | 1998-as OFC bajnokság             |
| 1998. október 11.   | Új-Zéland       | Amerikai Szamoa | Pápua Új-Guinea  | 0 - 9    | 1998-as OFC bajnokság             |
| 2007. augusztus 25. | Szamoa          | Amerikai Szamoa | Pápua Új-Guinea  | 0 - 6    | Csendes-Óceáni játékok            |
| 2007. augusztus 28. | Szamoa          | Amerikai Szamoa | Cook-szigetek    | 1 - 1    | Csendes-Óceáni játékok            |
| 2007. augusztus 30. | Szamoa          | Amerikai Szamoa | Fidzsi-szigetek  | 0 - 3    | Csendes-Óceáni játékok            |
| 2007. szeptember 1. | Szamoa          | Amerikai Szamoa | Salamon-szigetek | 0 - 3    | Csendes-Óceáni játékok            |
| 2011. augusztus 29. | Új-kaledónia    | Amerikai Szamoa | Pápua Új-Guinea  | 0 - 8    | Csendes-Óceáni játékok            |
| 2011. augusztus 31. | Új-Kaledónia    | Amerikai Szamoa | Új-Kaledónia     | 0 - 7    | Barátságos                        |
| 2011. szeptember 2. | Új-kaledónia    | Amerikai Szamoa | Salamon-szigetek | 0 - 4    | Csendes-Óceáni játékok            |
| 2011. augusztus 29. | Új-kaledónia    | Amerikai Szamoa | Tahiti           | 0 - 4    | Csendes-Óceáni játékok            |
| 2018. augusztus 27. | Fidzsi-szigetek | Amerikai Szamoa | Vanuatu          | 0 - 1    | OFC női nemzetek kupája selejtező |
| 2018. augusztus 24. | Fidzsi-szigetek | Amerikai Szamoa | Salamon-szigetek | 0 - 2    | OFC női nemzetek kupája selejtező |
| 2018. augusztus 30. | Új-kaledónia    | Amerikai Szamoa | Fidzsi-szigetek  | 0 - 2    | OFC női nemzetek kupája selejtező |
| 2019. július 8.     | Szamoa          | Amerikai Szamoa | Fidzsi-szigetek  | 0 - 11   | Pacific games                     |
| 2019. július 10.    | Szamoa          | Amerikai Szamoa | Szamoa           | 0 - 0    | Pacific games                     |
| 2019. július 12.    | Új-Kaledónia    | Amerikai Szamoa | Új-Kaledónia     | 0 - 9    | Pacific games                     |
| 2019. július 15.    | Új-Kaledónia    | Amerikai Szamoa | Tonga            | 0 - 12   | Pacific games                     |